# Ogorzelec (powiat Kamiennogórski)
Ogorzelec (Duits: Dittersbach) is een dorp in de Poolse woiwodschap Neder-Silezië. De plaats maakt deel uit van de gemeente Kamienna Góra.

## Verkeer en vervoer
- Station Ogorzelec